# Parc des Sœurs
Le parc des Sœurs est un parc urbain situé à Sevran, dans le département de Seine-Saint-Denis, en France.

## Situation et accès
Le parc des Sœurs est situé le long de la rue Lucien-Sportiss. Son entrée principale se trouve à l'angle de cette rue et de la rue d'Estienne-d'Orves. Il est accessible par la gare de Sevran - Livry, située à proximité.
Il est traversé par la Morée, rivière prenant sa source dans le massif de l'Aulnoye, et qui alimentait ici un vivier[réf. nécessaire].

## Historique

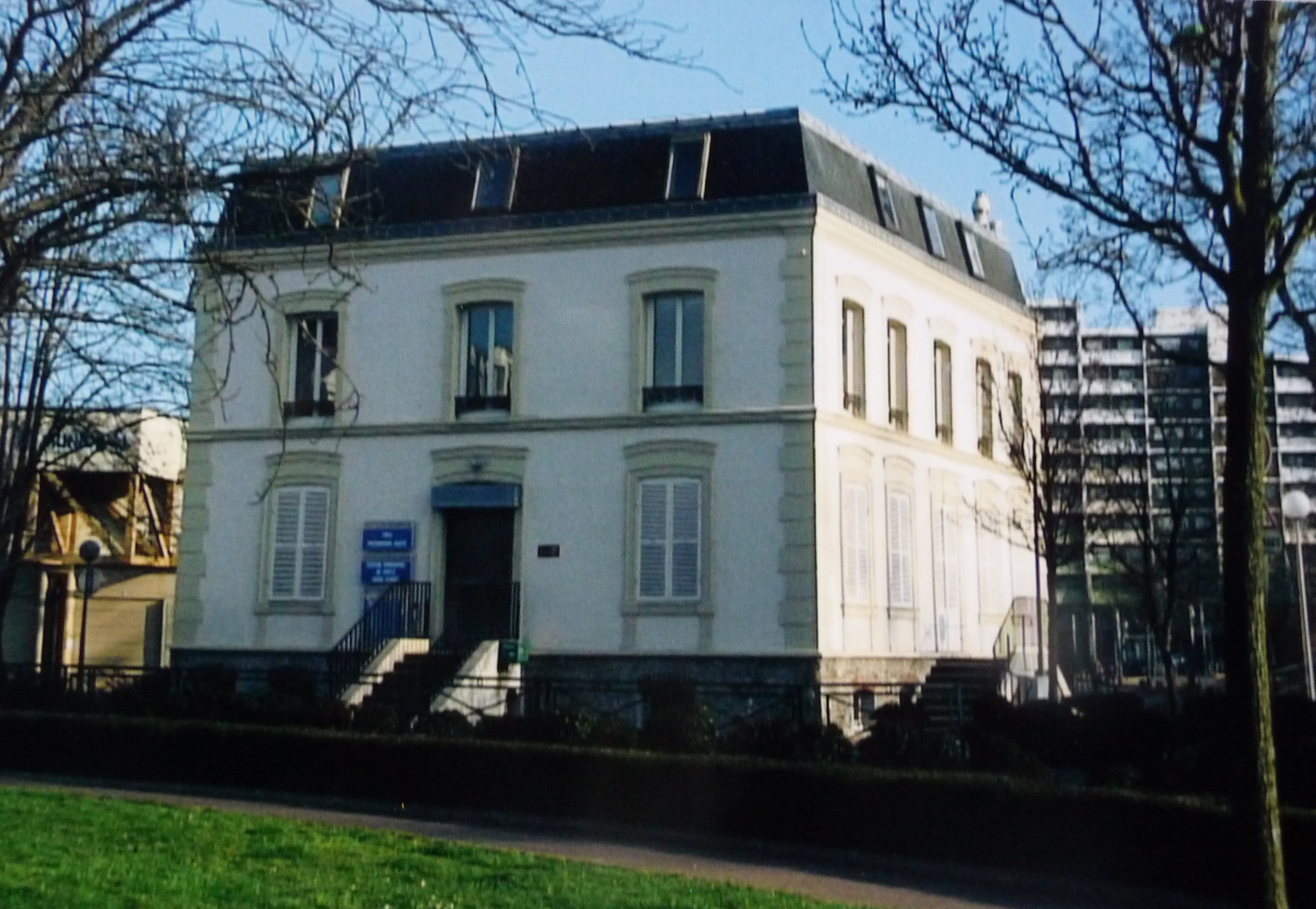
Ancienne maison des Sœurs actuellement service culturel de Sevran.

### Le fief de Compiègne
Historiquement, le parc dépend d'une ancienne propriété : le fief de Compiègne. Du XVe siècle au XVIIe siècle, ce domaine était entre les mains des seigneurs successifs de Sevran, de Sailly, Maheut et Bergeon.
Il était situé à gauche du grand chemin menant à Livry, soit actuellement bordé par les rues Robert Ballanger, Lucien Sportiss et d'Estienne d'Orves. Il était traversé par la Morée.
Le 22 décembre 1623, Nicolas de Flecelles, conseiller du Roi et contrôleur général des rentes, rend aveu, foi et hommage du fief de Compiègne acquis suivant acte de Lemeslier et son confrère, notaires à Paris, le 11 mai 1622. Le 19 décembre 1670, lors du baptême de Charles Louis d'Orléans, fils naturel de Charles Paris d'Orléans, son parrain et écuyer, François Porlier, est qualifié de « seigneur du fief de Compiègne ».
Ce fief est ensuite propriété de nobles proches de la royauté. Notons, entre autres, Antoine Joseph Patu de Hautchamp, conseiller et secrétaire du Roi en 1735 et Nicolas Caignard de la Tour, écuyer, avocat au parlement en 1778 — quatre de ses enfants naîtront à Sevran. Son fils aîné, Charles, célèbre physicien, né à Paris en 1777, passera ses jeunes années à Sevran.

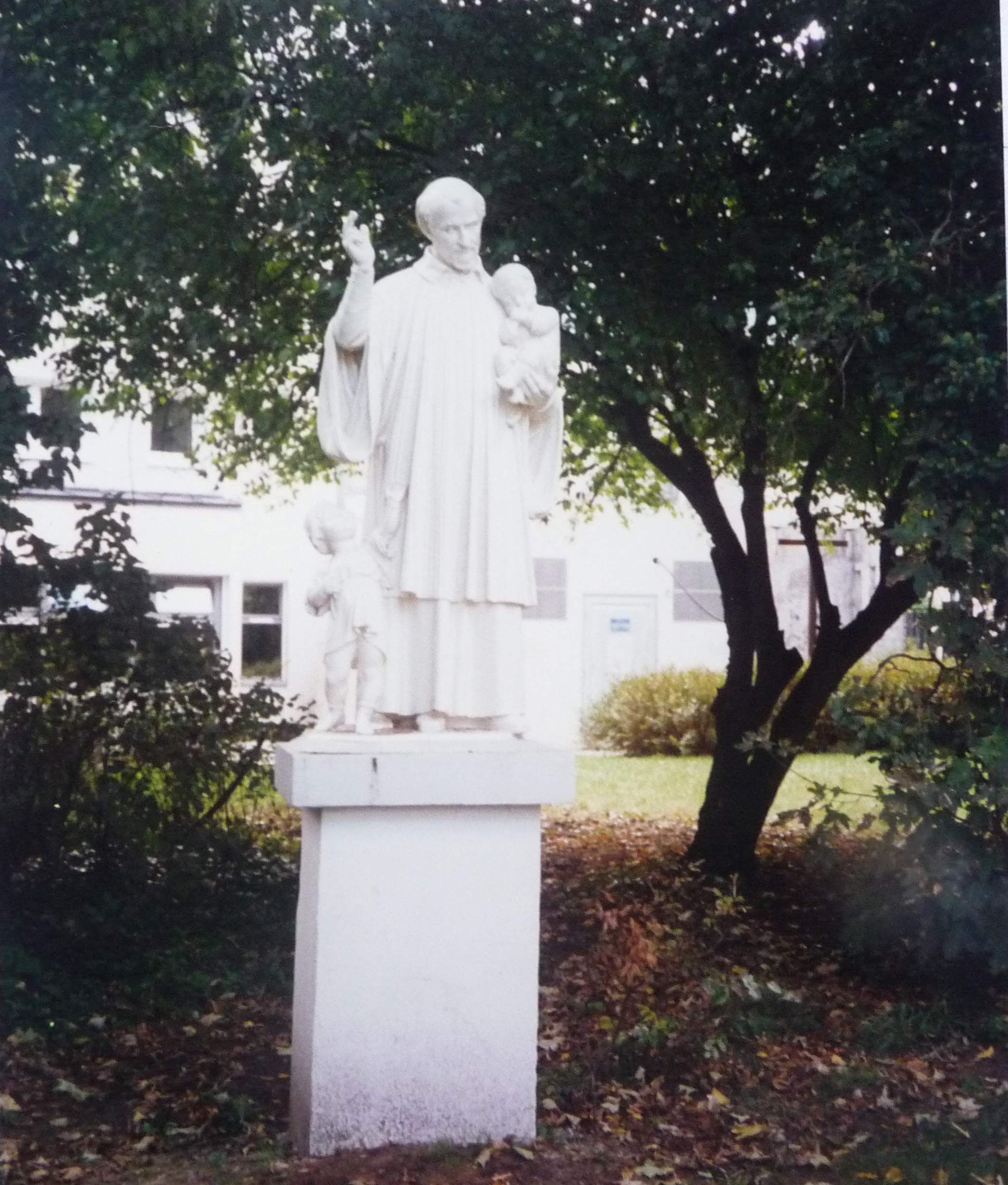
Statue de Saint Vincent de Paul dans le parc des Sœurs de Sevran.

Après la révolution, le domaine est amoindri mais reste propriété de divers personnages proches du pouvoir de 1800 à 1866. En 1866, il est acquis par Monsieur Colette de Baudicour, ancien magistrat et époux de Marie Louise Ollivier, qui reconstruira le vieux manoir en maison bourgeoise après la guerre de 1870. En 1875, devenue veuve, Madame Colette de Baudicour le lègue par testament à la congrégation des filles de la charité de Saint Vincent de Paul. Il reste la propriété des sœurs pendant un siècle.

### Un parc municipal
Acquis en 1980 par la commune de Sevran, la maison est alors transformée en centre de santé et abrite actuellement le service culturel de la ville. Le parc verdoyant est conservé et devient jardin public sous le nom « Parc des Sœurs » en souvenir des sœurs de la Charité de Saint-Vincent de Paul dont les Sevranais gardent un souvenir reconnaissant.